# Bernhard Zachariä GmbH

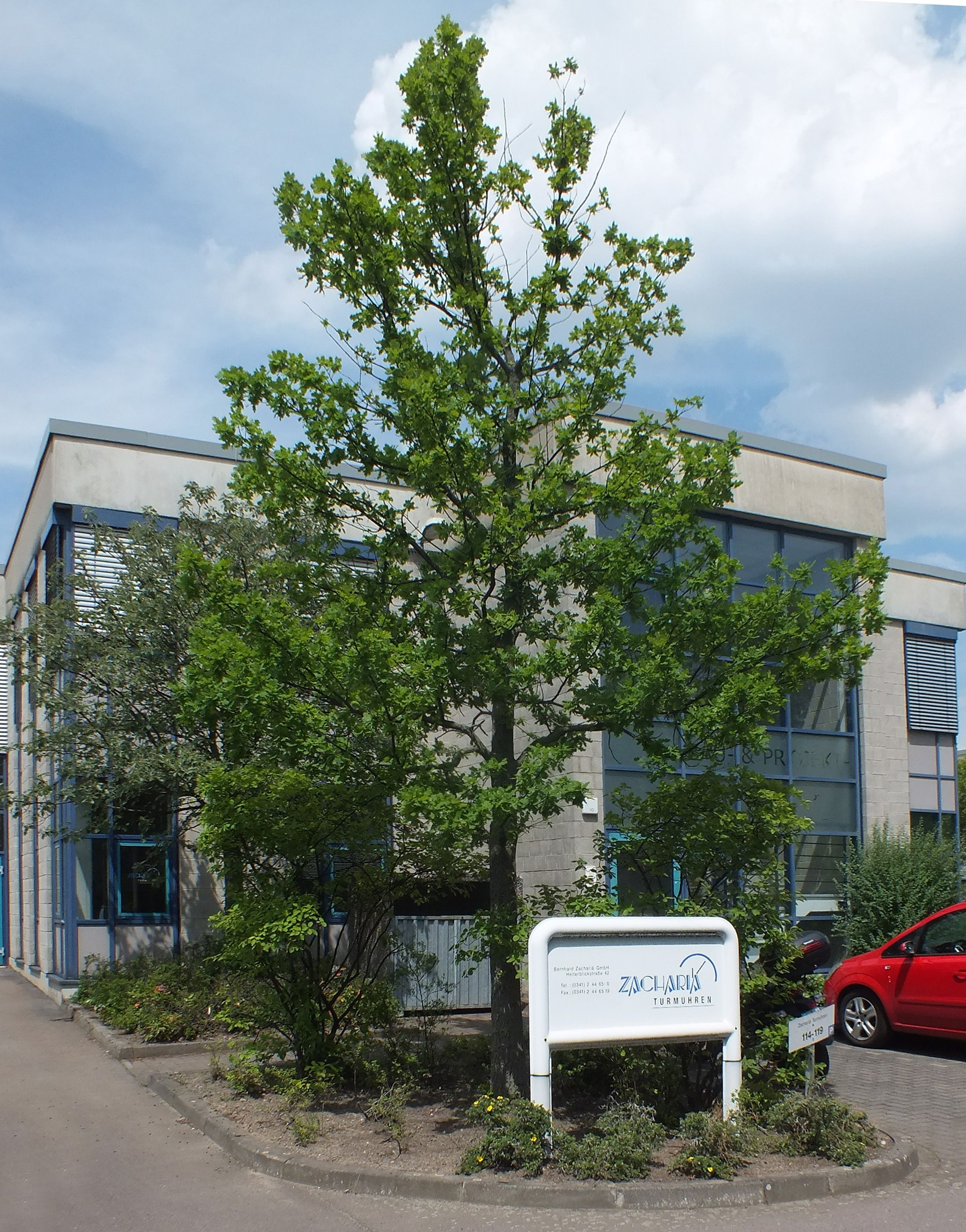
Produktionsstätte seit 1995

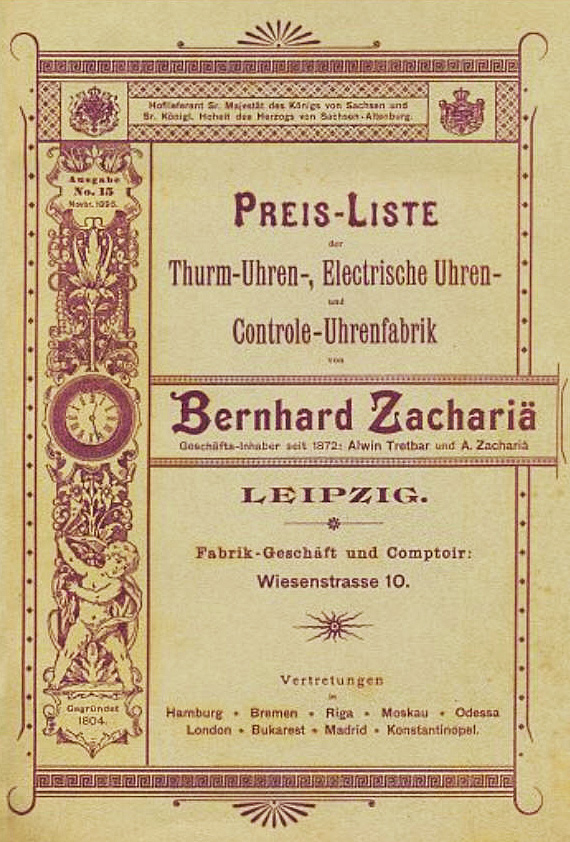
Katalog 1895

Die Bernhard Zachariä GmbH ist eine Turmuhrenfabrik in Leipzig. Sie ist die älteste noch bestehende ihrer Art in Deutschland.

## Geschichte
Im Jahr 1808 ließ sich Christian Friedrich Zachariä am Markt in Leipzig als Uhrmacher nieder. Er begann sich auch mit größeren Uhren zu beschäftigen, und um 1840 war er Ratsuhrmacher der Stadt. Sein Sohn Bernhard Zachariä trat ins Geschäft ein und begann 1864 mit der Produktion von Turmuhren. Die Werke, Zifferblätter und Zeiger wurden in Handarbeit hergestellt. Zwei Jahre später wurden bereits 77 Exemplare angefertigt. Obwohl neben weiteren Mitgliedern der Familie auch andere in die Geschäftsleitung kamen, so 1872 Alwin Tretbar, behielt die Firma bis heute den Namen Bernhard Zachariä.
Die Produktionsstätte in der Wiesenstraße (heute Gustav-Mahler-Straße) wurde vergrößert, und in den 1880er Jahren fertigten pro Jahr hier 25 Mitarbeiter etwa 150 Uhren, die für Kirchen, Schulen und Fabriken bestimmt waren. Die Firma wurde Königlich Sächsischer Hoflieferant. Sie betrieb neben der Turmuhrsparte  in der Schillerstraße auch ein „normales“ Uhrengeschäft mit Taschenuhren, Pendeluhren und Weckern.
Die internationale Bedeutung des Turmuhrengeschäfts belegt ein Katalog aus dem Jahre 1895, der neben Niederlassungen in Bremen und Hamburg auch solche in Riga, Moskau, Odessa, London, Bukarest, Madrid und Konstantinopel ausweist.
Während der DDR-Zeit wurde der Betrieb 1955 zunächst halbstaatlich und 1972 total verstaatlicht. Er hieß nun „VEB Spezialuhren Leipzig“. Mit seinen 30 Angestellten besaß er quasi das Monopol des Turmuhr- und Glockenspielbaus im gesamten Ostblock. 1991 wurde der Betrieb reprivatisiert und erhielt wieder seinen traditionellen Namen. Die neue Marktsituation und die technische Entwicklung nach der Wende bedingten einen starken Personalabbau. 1995 wurde eine neue Produktionshalle im Leipziger Gewerbegebiet Schönefeld-Abtnaundorf bezogen.
Nach anfänglich technischer Zusammenarbeit übernahm 1999 die Turmuhren und Läuteanlagen Perrot GmbH & Co. KG aus Calw in Baden-Württemberg als Muttergesellschaft die weiter selbständig agierende Bernhard Zachariä GmbH. Geschäftsführer bei Zachariä sind die Brüder Andreas und Johannes Perrot.

## Produkte (Auswahl)
Bereits 1897 hatte die Firma über 3000 Turmuhren ausgeliefert. Hier einige Beispiele aus ihrer späteren Produktion:

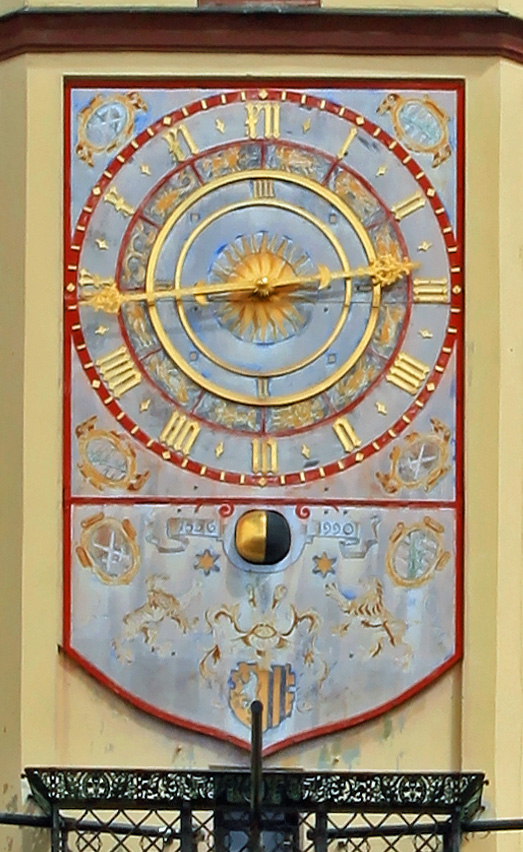
Altes Rathaus Leipzig
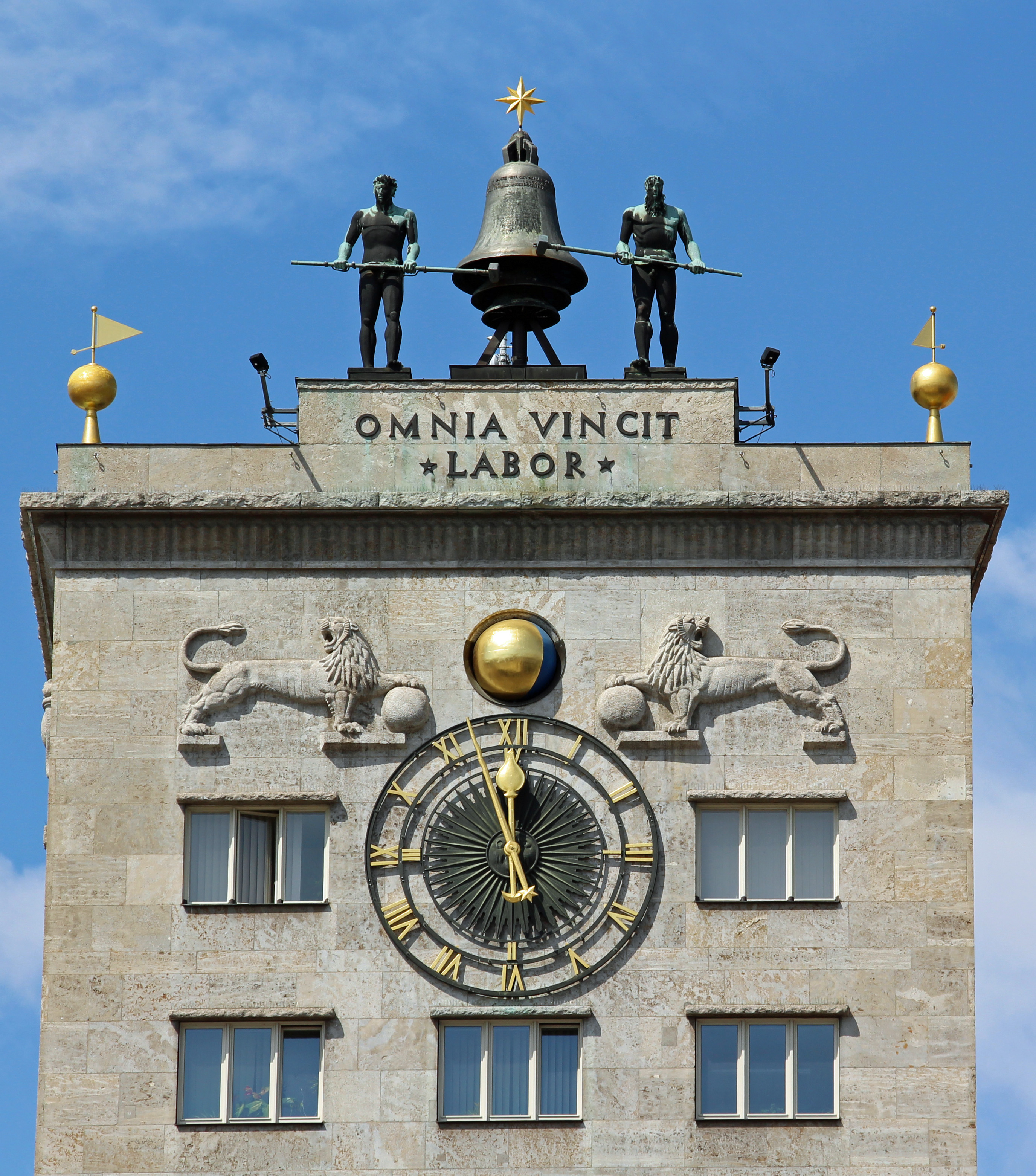
Krochhochhaus Leipzig
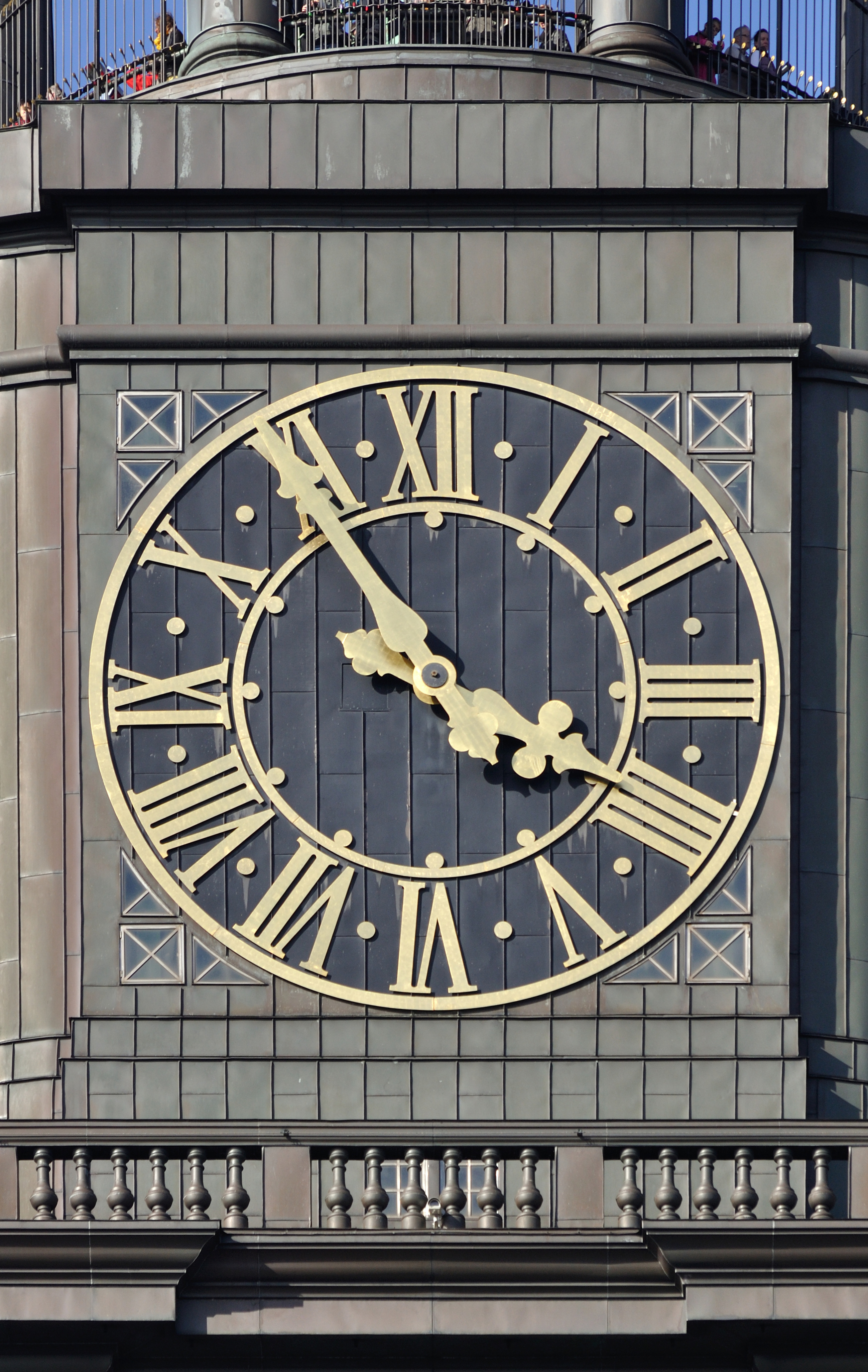
Hamburger Michel
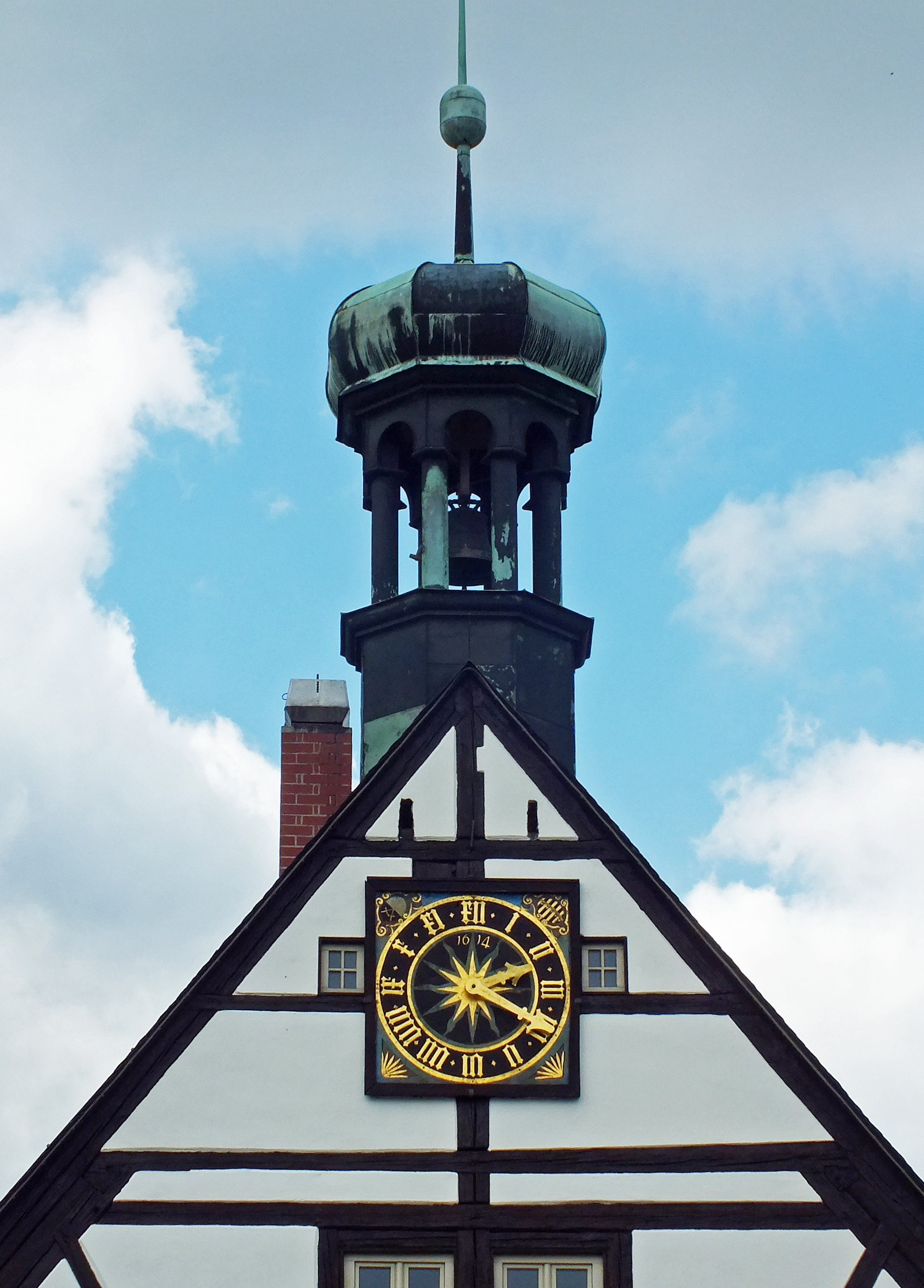
Saigerhütte Grünthal
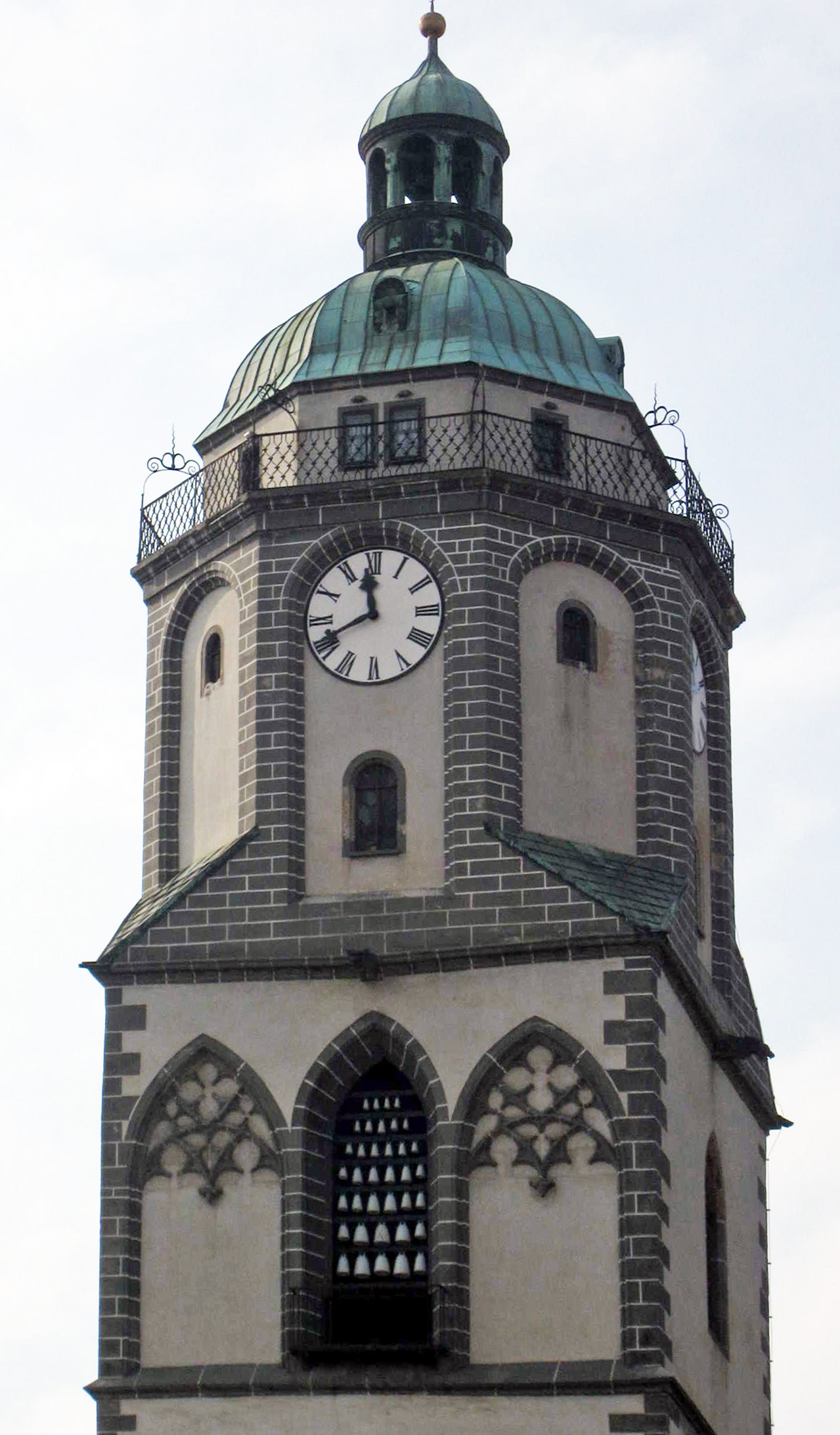
Frauenkirche Meißen

bis 1945
- Altes Rathaus in Leipzig
- Krochhochhaus in Leipzig
- St. Michaelis Hamburg (Michel)
- Hüttenschänke der Saigerhütte Grünthal
- Auferstehungskirche in Dresden
- Martin-Luther-Kirche in Dresden
- Frauenkirche Meißen (Glockenspiel)
- Stadtkirche Frauenstein
- Schlosskirche Lockwitz

- Rotes Rathaus Berlin
- Dresdner Zwinger
- Strohsack-Passage Leipzig

nach 1945

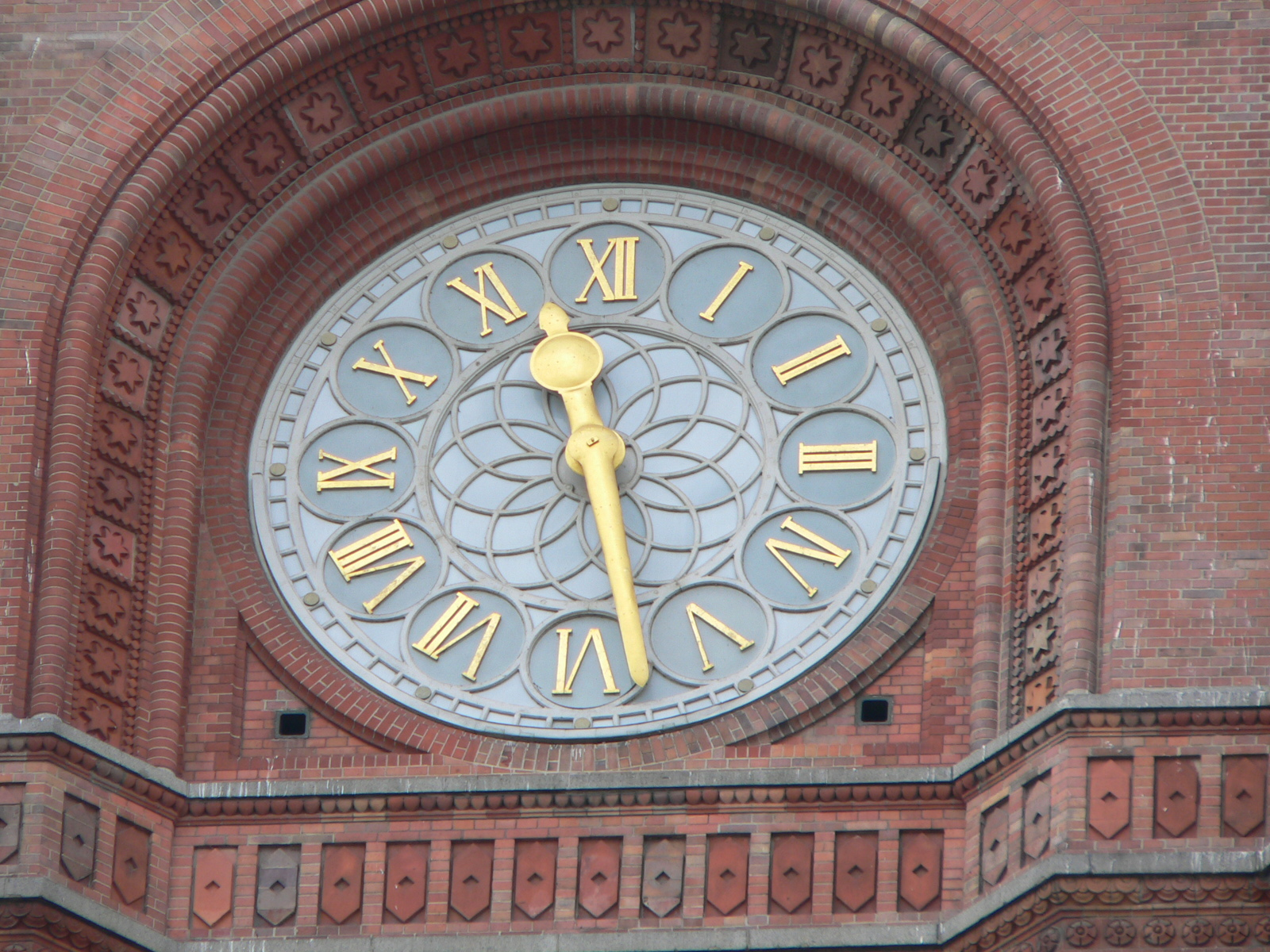
Rotes Rathaus Berlin
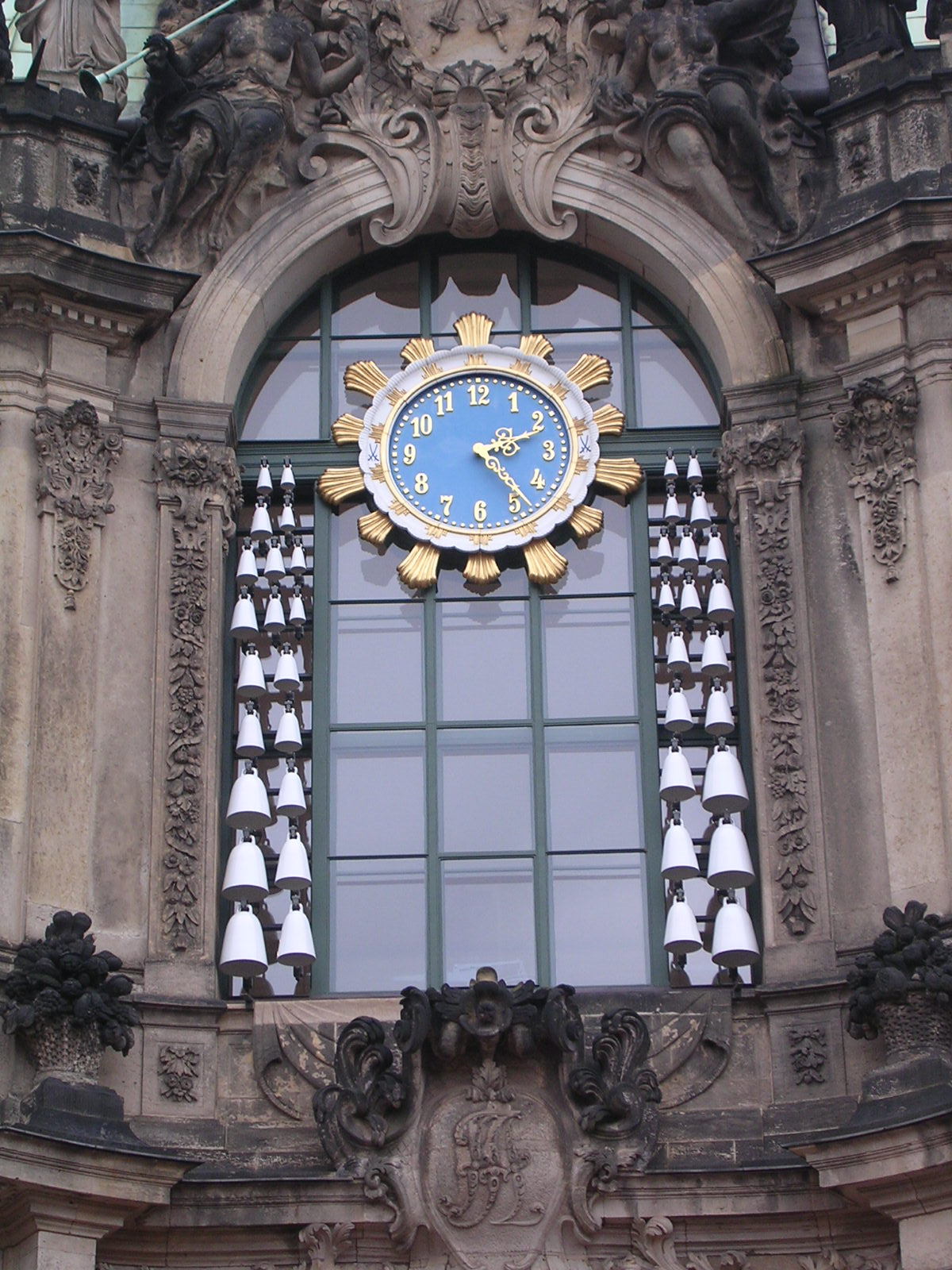
Dresdner Zwinger
- Turm der ehemaligen Marienkirche Wismar
- Blumenuhren u. a. in Eilenburg, Guben, Borna und Neustadt/Orla
- Hauptpost in Sanaa (Jemen)
- Telegrafenamt Peking
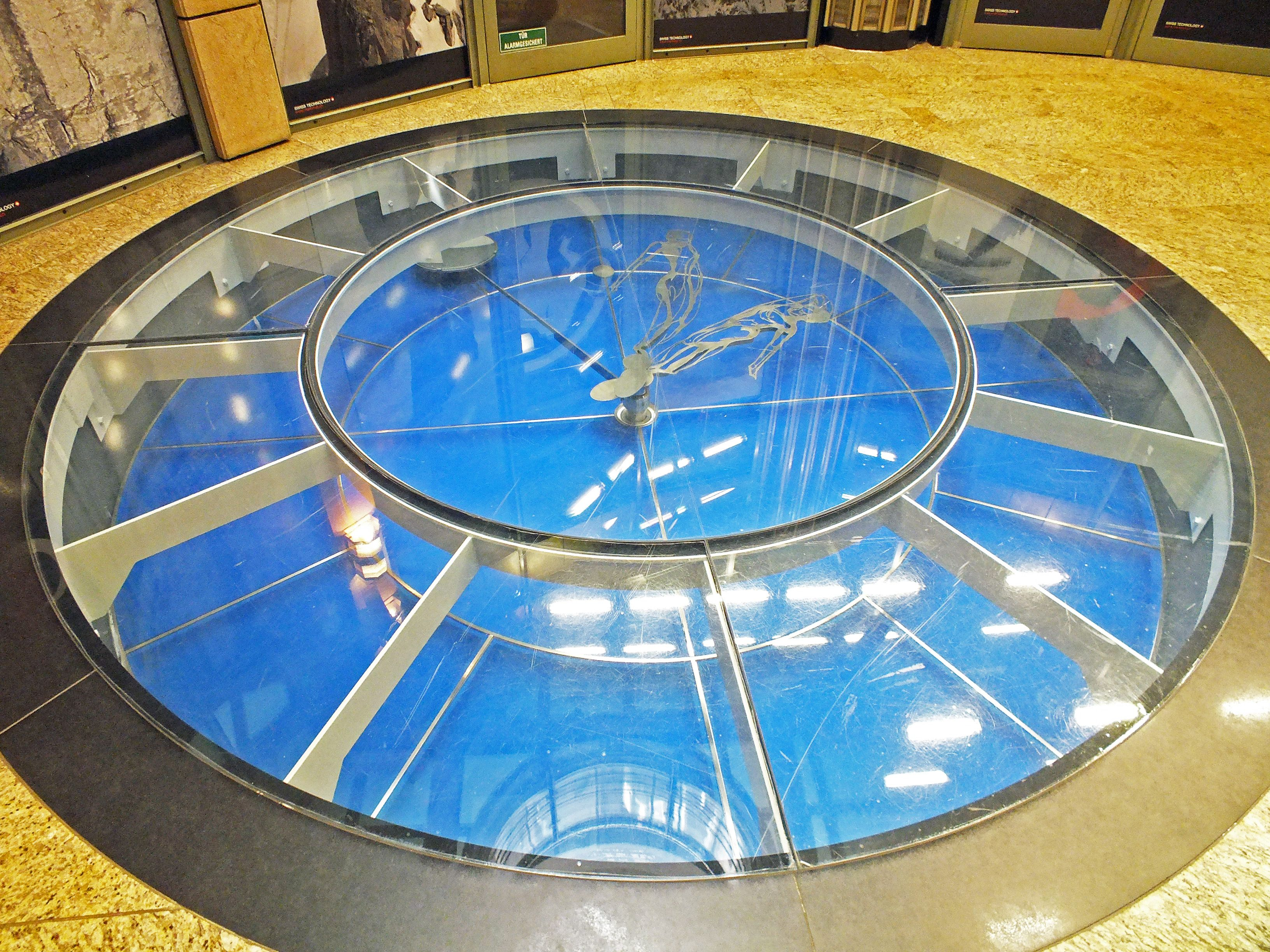
Fußbodenuhr in der Strohsack-Passage Leipzig